# Omsk
Omsk (en ruso Омск, Omsk) es una ciudad ubicada en el centro-sur de Rusia, en el distrito federal de Siberia, capital del óblast homónimo. Con 1 153 971 habitantes en 2010 es la séptima más poblada del país, por detrás de Moscú, San Petersburgo, Novosibirsk, Ekaterimburgo, Nizhni Nóvgorod y Samara. Está situada a la orilla del río Irtish, en la zona sur de la llanura de Siberia Occidental.

Durante la época de la Rusia Imperial, era asiento del Gobernador General de Siberia Occidental y después del Gobernador General de las Estepas. Por un período breve durante la guerra civil rusa de 1918-1919 fue proclamada capital de Rusia y resguardó las reservas de oro del Imperio. Omsk es el centro administrativo de los Cosacos de Siberia, la sede del Obispado de Omsk y Tara y del imán de Siberia.

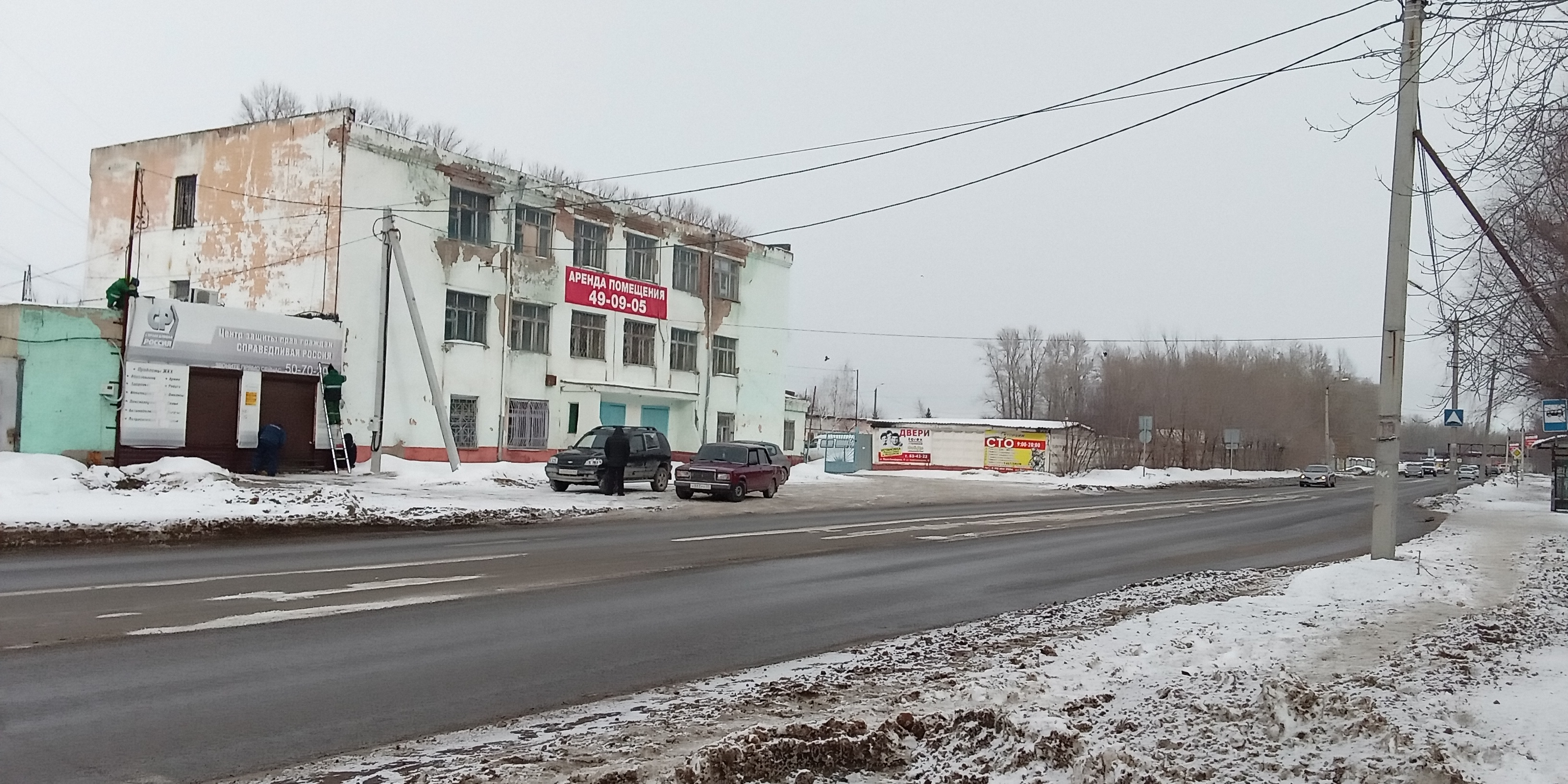
Omsk

## Historia
La ciudad de Omsk está situada en el territorio del Priirtyshye Medio que comenzó a poblarse hace más de 14 001 años. La gente antigua pobló las orillas del río Irtysh, que era el punto de referencia para el movimiento de las tribus de antigüedad.
Las excavaciones arqueológicas mostraron que vivieron aquí durante el período Neolítico (4000 a. C.), en general, los cazadores y pescadores: esto lo demuestra los instrumentos de piedra, fragmentos de cerámica, huesos de animales y peces que fueron encontrados durante las excavaciones.
La región del Priirtyshye Medio con sus vastos espacios llenos de bosques, lagos y ríos era un lugar adictivo para la migración de diferentes pueblos.

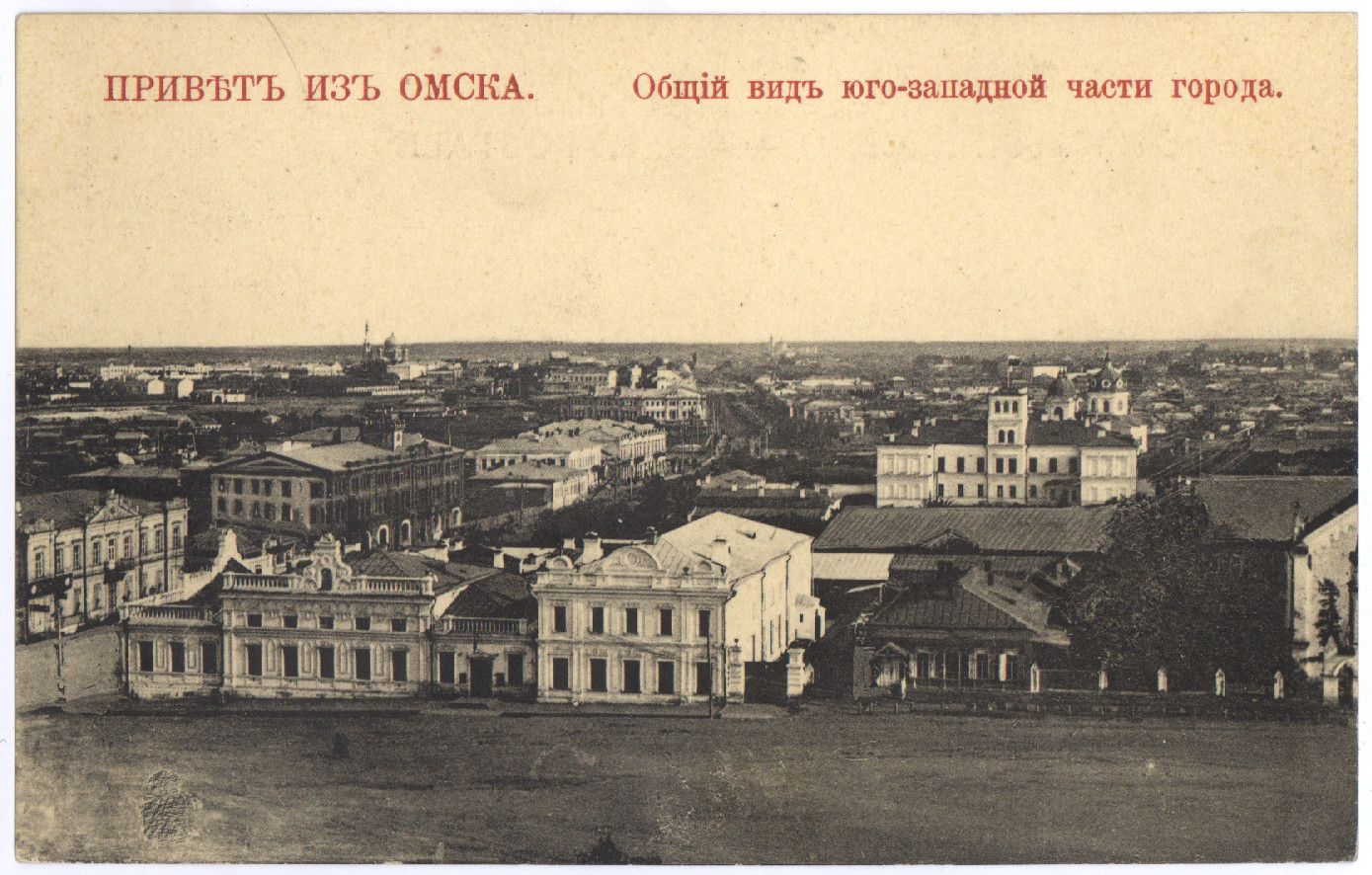
Postal de Omsk de 1902.

En la Edad Media el territorio del sur de Siberia Occidental formó parte de distintos imperios nómadas – desde el Kanato Túrquico Occidental hasta el Kanato de Siberia.
La historia de la asimilación rusa de Priirtyshye está vinculada al nombre de Ermak. En 1581 el legendario atamán de los cosacos con su grupo hizo incursión en las tierras del kan Kuchum. Los cosacos vencieron al kan y conquistaron la capital del jaganato - Kashlyk (o Sibir). Contento con los resultados de la expedición de Ermak, el zar Iván IV premió a todos los participantes en la campaña Siberiana.
En el último cuarto del siglo XVI en Siberia comenzó la construcción de ciudades para la defensa de los ataques nómadas y el gobierno de la población local. En el siglo XVII comenzó a poblarse el territorio siberiano con agricultores rusos y cosacos. Todo el siglo XVI transcurrió en una lucha intensa contra las tribus nómadas siberianas.
En 1696 el historiador y cartógrafo siberiano Semión Remezov en «El libro de dibujo de Siberia» anotó el punto de confluencia de los ríos Om e Irtysh y determinó así el destino de Omsk.
En 1716, una fortaleza de madera es construida para proteger y establecer la influencia rusa en las estepas asiáticas amenazadas por los mongoles zúngaros. A finales del siglo Omsk era el sitio más fortificado de Siberia. Posteriormente se hizo un presidio que recibiría un gran número de presos ilustres entre los cuales destaca Fiódor Dostoyevski.

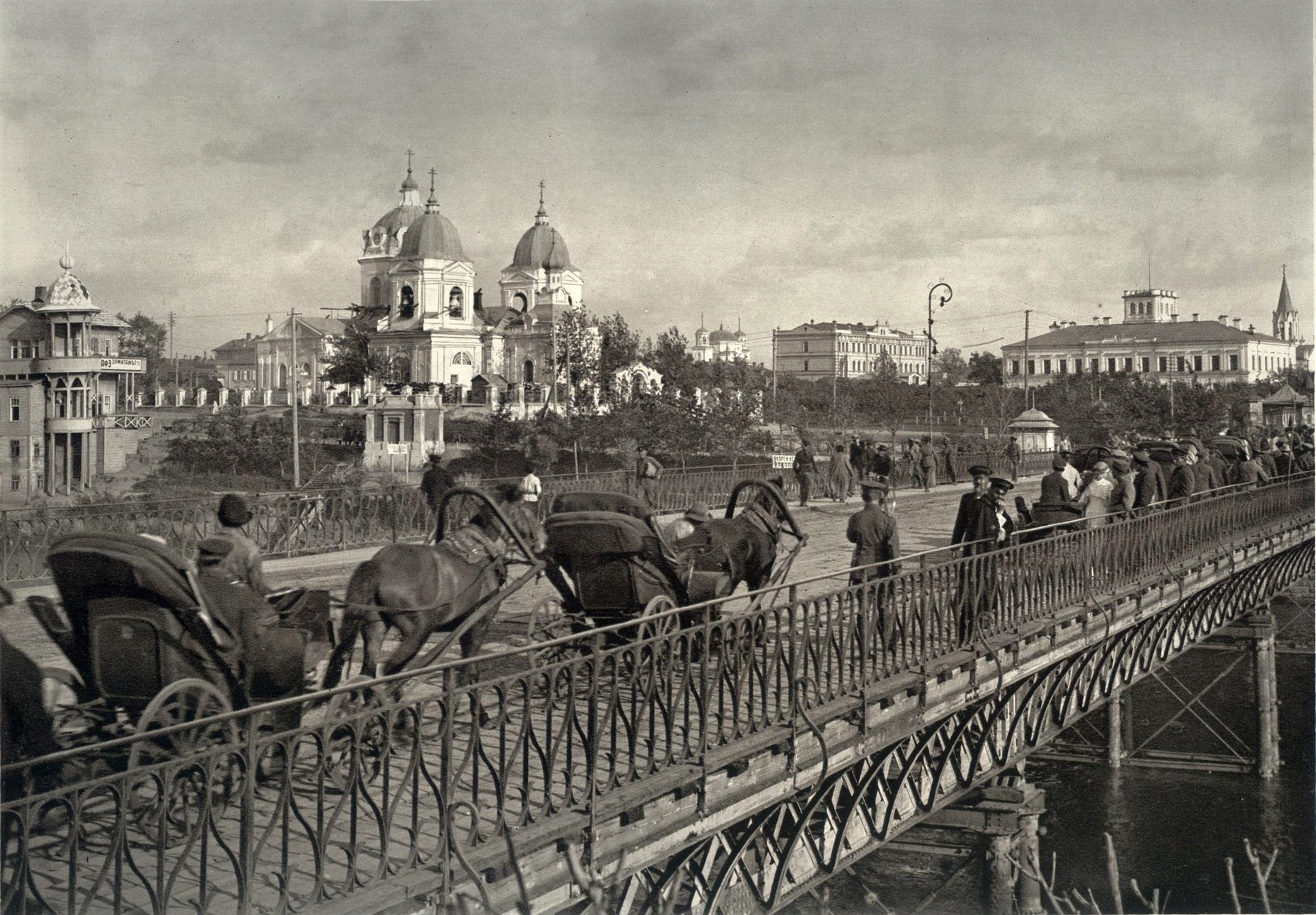
Imagen de Omsk desde el puente sobre el río Irtysh en 1918.

En la segunda mitad del siglo XIX el gobierno de Siberia occidental fue trasladado de Tobolsk a Omsk, que se convirtió en su capital. El ferrocarril llegó en 1894 y, como el río Irtysh es totalmente navegable desde China y Asia Central, desempeñó un gran papel en el desarrollo económico de la ciudad.
Durante la guerra civil de 1918-19 Omsk fue la capital del gobierno ruso blanco (antibolchevique) y el almirante Aleksandr Kolchak, ayudado por la reserva imperial de oro, que fue allí concentrada, organizó un ejército de cuatrocientos mil hombres entre los que estuvieron los numerosos cosacos.
Durante los primeros años de la revolución, el gobierno soviético trasladó la capital de Siberia occidental a la ciudad de Novonikolaevsk, hoy Novosibirsk, lo que le hizo perder muchas de sus actividades culturales, administrativas y económicas. Ocasionó además una rivalidad entre las dos ciudades que continúa hasta el presente.
Durante la Segunda Guerra Mundial, Omsk vuelve a recuperar mucha de su importancia al convertirse en la sede de numerosas industrias bélicas trasladadas allí ante el avance alemán. Después de la guerra y hasta el colapso del régimen soviético continuó siendo un importante centro de producción de armamento, en especial tanques y vehículos blindados.
El descubrimiento de inmensas reservas de petróleo en Siberia en los años 50 cambió por completo el carácter de la ciudad, hoy en día sede de enormes complejos petroquímicos y de refinamiento de petróleo.

## Mapas

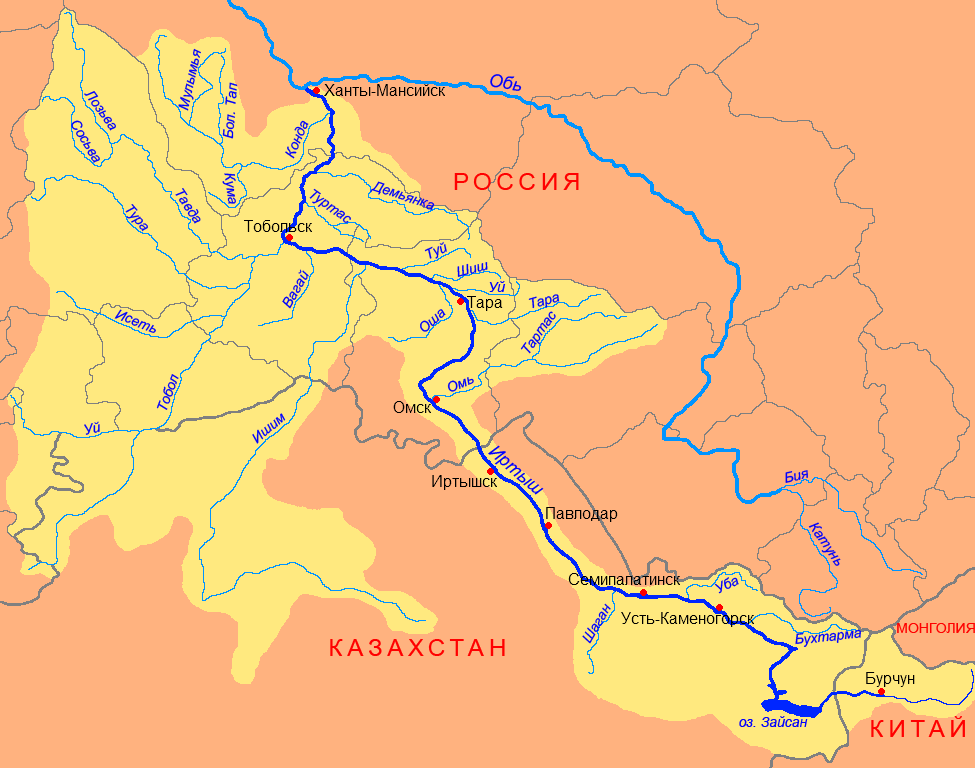
Mapa en ruso del río Irtish (Иртыш) —afluente del Obi (Обь)— en el que aparece en el centro Omsk (Омск)
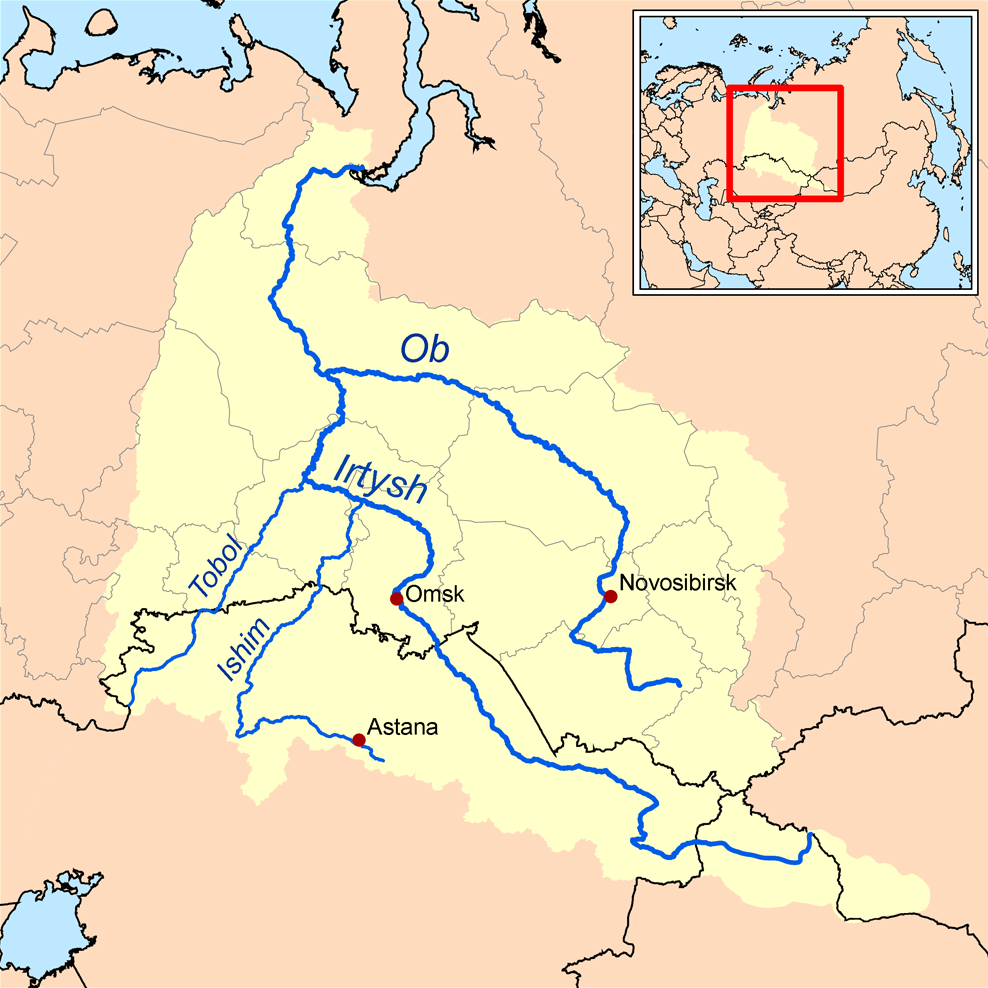
Mapa de la cuenca del río Obi en el que se ve la ciudad de Omsk
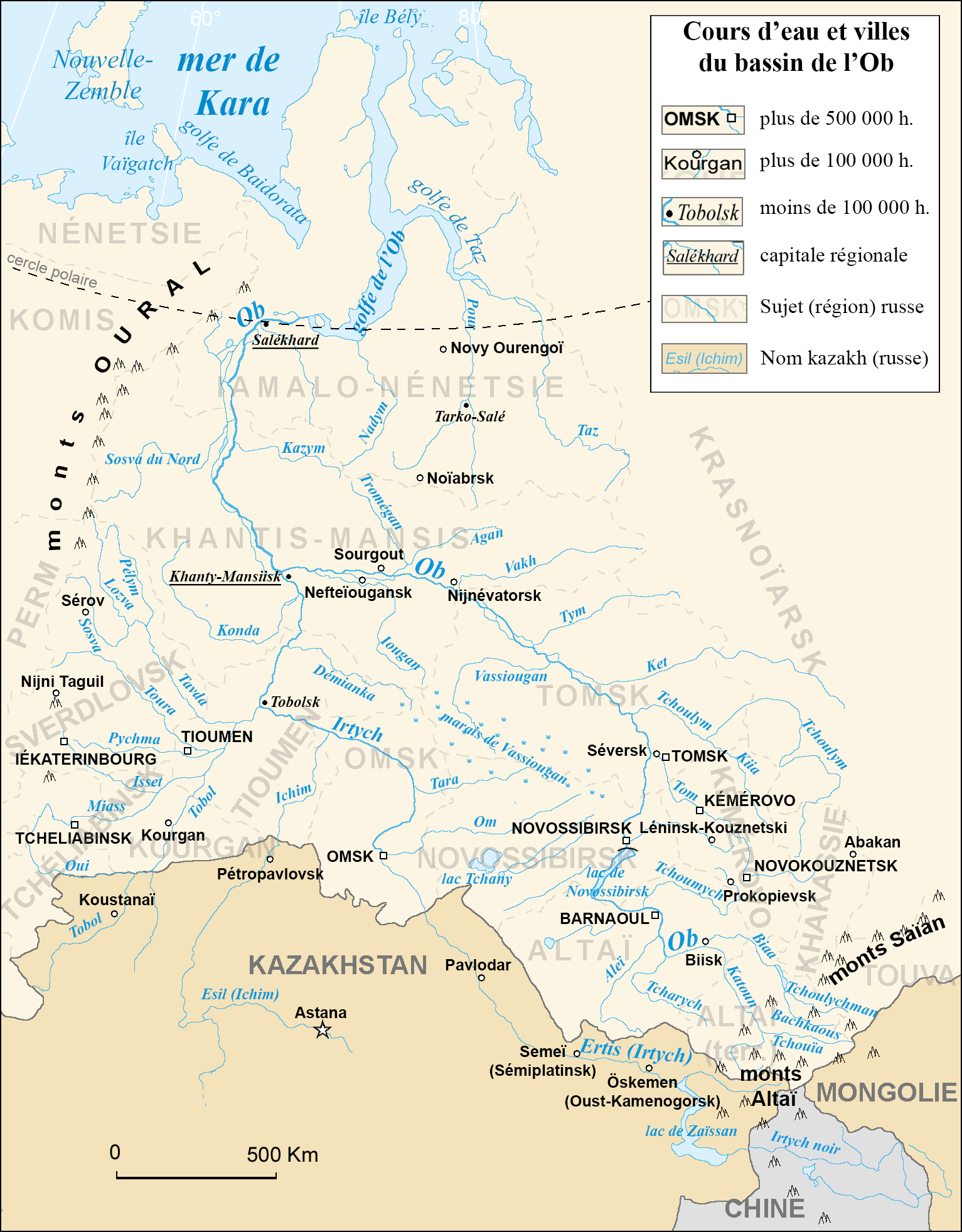
Mapa en francés del Obi donde está, a orillas del Irtish, Omsk
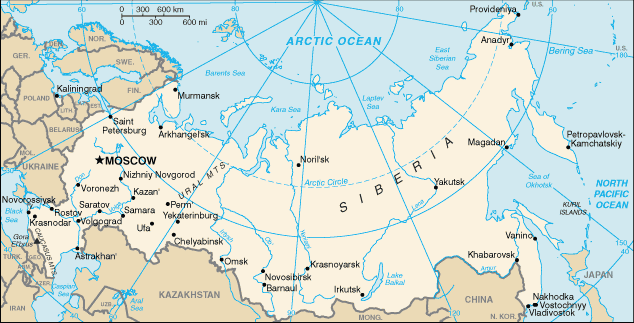
Mapa de Rusia donde sale Omsk

## Geografía
La ciudad está situada en la parte sur de la llanura de Siberia Occidental, sobre la orilla norte del río Irtish, en su confluencia con el río Om, en el centro de la parte sur de la región de Omsk. El terreno es relativamente llano, con una altitud de 87 m, y sobre ambas ramas del ferrocarril Transiberiano, 2700 kilómetros al este de Moscú, constituye la unión de carreteras en la parte central de la Federación Rusa.

### Clima
El clima de Omsk es continental seco, caracterizado por drásticos cambios de tiempo. Las temperaturas diurnas medias, tomadas durante las últimas tres décadas, son de +19 °C en julio y −17 °C en enero, con máximas que pueden alcanzar los 40 °C en verano o desplomarse hasta los −45 °C en invierno. Omsk disfruta de 2200 horas de sol de media al año y la precipitación media anual es de 418 mm.
La duración media del día en junio es de 17,2 horas. La dirección predominante del viento en invierno es suroeste y en el verano procedente del noroeste del país. Los vientos más fuertes se observan durante el invierno y la primavera, que es la causa de las tormentas de nieve y frecuentes tormentas de polvo.
| Parámetros climáticos promedio de Omsk (normales 1991–2020, extremos 1875–presente) | Parámetros climáticos promedio de Omsk (normales 1991–2020, extremos 1875–presente) | Parámetros climáticos promedio de Omsk (normales 1991–2020, extremos 1875–presente) | Parámetros climáticos promedio de Omsk (normales 1991–2020, extremos 1875–presente) | Parámetros climáticos promedio de Omsk (normales 1991–2020, extremos 1875–presente) | Parámetros climáticos promedio de Omsk (normales 1991–2020, extremos 1875–presente) | Parámetros climáticos promedio de Omsk (normales 1991–2020, extremos 1875–presente) | Parámetros climáticos promedio de Omsk (normales 1991–2020, extremos 1875–presente) | Parámetros climáticos promedio de Omsk (normales 1991–2020, extremos 1875–presente) | Parámetros climáticos promedio de Omsk (normales 1991–2020, extremos 1875–presente) | Parámetros climáticos promedio de Omsk (normales 1991–2020, extremos 1875–presente) | Parámetros climáticos promedio de Omsk (normales 1991–2020, extremos 1875–presente) | Parámetros climáticos promedio de Omsk (normales 1991–2020, extremos 1875–presente) | Parámetros climáticos promedio de Omsk (normales 1991–2020, extremos 1875–presente) |
| Mes                                                                                 | Ene.                                                                                | Feb.                                                                                | Mar.                                                                                | Abr.                                                                                | May.                                                                                | Jun.                                                                                | Jul.                                                                                | Ago.                                                                                | Sep.                                                                                | Oct.                                                                                | Nov.                                                                                | Dic.                                                                                | Anual                                                                               |
| ----------------------------------------------------------------------------------- | ----------------------------------------------------------------------------------- | ----------------------------------------------------------------------------------- | ----------------------------------------------------------------------------------- | ----------------------------------------------------------------------------------- | ----------------------------------------------------------------------------------- | ----------------------------------------------------------------------------------- | ----------------------------------------------------------------------------------- | ----------------------------------------------------------------------------------- | ----------------------------------------------------------------------------------- | ----------------------------------------------------------------------------------- | ----------------------------------------------------------------------------------- | ----------------------------------------------------------------------------------- | ----------------------------------------------------------------------------------- |
| Temp. máx. abs. (°C)                                                                | 4.2                                                                                 | 8.0                                                                                 | 14.1                                                                                | 31.3                                                                                | 35.6                                                                                | 40.1                                                                                | 40.4                                                                                | 38.0                                                                                | 32.9                                                                                | 27.4                                                                                | 16.1                                                                                | 4.5                                                                                 | 40.4                                                                                |
| Temp. máx. media (°C)                                                               | −12.7                                                                               | −9.9                                                                                | -2.0                                                                                | 10.1                                                                                | 19.5                                                                                | 23.8                                                                                | 24.9                                                                                | 22.8                                                                                | 16.1                                                                                | 8.3                                                                                 | -3.4                                                                                | −10.0                                                                               | 7.3                                                                                 |
| Temp. media (°C)                                                                    | -16.9                                                                               | -14.6                                                                               | -6.6                                                                                | 4.7                                                                                 | 13.0                                                                                | 18.0                                                                                | 19.4                                                                                | 17.0                                                                                | 10.6                                                                                | 3.8                                                                                 | -6.9                                                                                | -13.9                                                                               | 2.3                                                                                 |
| Temp. mín. media (°C)                                                               | −21.0                                                                               | −19.0                                                                               | −11.2                                                                               | -0.2                                                                                | 6.6                                                                                 | 12.1                                                                                | 14.0                                                                                | 11.7                                                                                | 5.7                                                                                 | -0.1                                                                                | −10.0                                                                               | −17.8                                                                               | -2.4                                                                                |
| Temp. mín. abs. (°C)                                                                | −45.0                                                                               | −45.5                                                                               | −41.1                                                                               | −26.4                                                                               | −12.9                                                                               | -3.1                                                                                | 2.1                                                                                 | −1.7                                                                                | −7.6                                                                                | −28.1                                                                               | −41.2                                                                               | −44.7                                                                               | −45.5                                                                               |
| Precipitación total (mm)                                                            | 21                                                                                  | 18                                                                                  | 19                                                                                  | 26                                                                                  | 31                                                                                  | 55                                                                                  | 65                                                                                  | 56                                                                                  | 30                                                                                  | 33                                                                                  | 35                                                                                  | 29                                                                                  | 421                                                                                 |
| Días de lluvias (≥ 1 mm)                                                            | 1                                                                                   | 0.4                                                                                 | 3                                                                                   | 10                                                                                  | 17                                                                                  | 17                                                                                  | 18                                                                                  | 19                                                                                  | 18                                                                                  | 13                                                                                  | 5                                                                                   | 1                                                                                   | 122                                                                                 |
| Días de nevadas (≥ 1 mm)                                                            | 28                                                                                  | 25                                                                                  | 18                                                                                  | 9                                                                                   | 2                                                                                   | 0.2                                                                                 | 0                                                                                   | 0                                                                                   | 1                                                                                   | 11                                                                                  | 22                                                                                  | 28                                                                                  | 144                                                                                 |
| Horas de sol                                                                        | 68                                                                                  | 125                                                                                 | 184                                                                                 | 235                                                                                 | 284                                                                                 | 319                                                                                 | 321                                                                                 | 248                                                                                 | 180                                                                                 | 105                                                                                 | 71                                                                                  | 61                                                                                  | 2200                                                                                |
| Humedad relativa (%)                                                                | 80                                                                                  | 78                                                                                  | 76                                                                                  | 64                                                                                  | 54                                                                                  | 60                                                                                  | 68                                                                                  | 70                                                                                  | 70                                                                                  | 74                                                                                  | 81                                                                                  | 81                                                                                  | 71                                                                                  |
| Fuente n.º 1: Pogoda.ru.net                                                         |                                                                                     |                                                                                     |                                                                                     |                                                                                     |                                                                                     |                                                                                     |                                                                                     |                                                                                     |                                                                                     |                                                                                     |                                                                                     |                                                                                     |                                                                                     |
| Fuente n.º 2: NOAA (sun, 1961–1990)                                                 |                                                                                     |                                                                                     |                                                                                     |                                                                                     |                                                                                     |                                                                                     |                                                                                     |                                                                                     |                                                                                     |                                                                                     |                                                                                     |                                                                                     |                                                                                     |

## Demografía

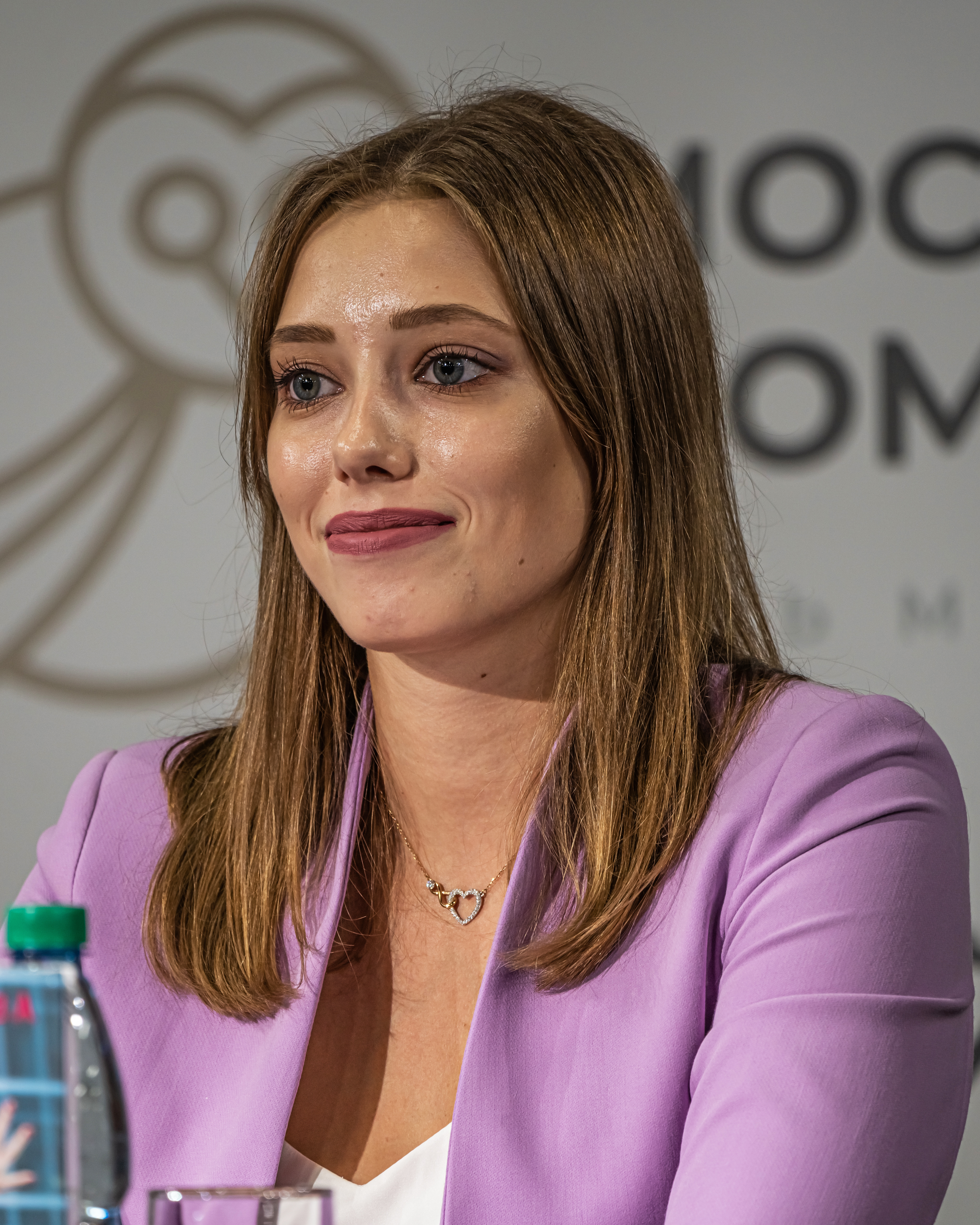
La gimnasta rusa Vera Biryukova en Moscú, nacida en Omsk

La población creció en Omsk desde los 31 000 habitantes de 1881, 53 050 en 1900 y 1 148 418 en el censo de 1989 antes de la desintegración de la Unión Soviética. En el censo ruso de 2002, la población descendió hasta 1 134 016 habitantes, pero el censo de 2010 registró un nuevo aumento, hasta los 1.153.971 habitantes. Además, el 56,1% de los residentes de la Óblast de Omsk viven en Omsk. Esta es la mayor concentración de población en el centro regional, en comparación con cualquier otra región.

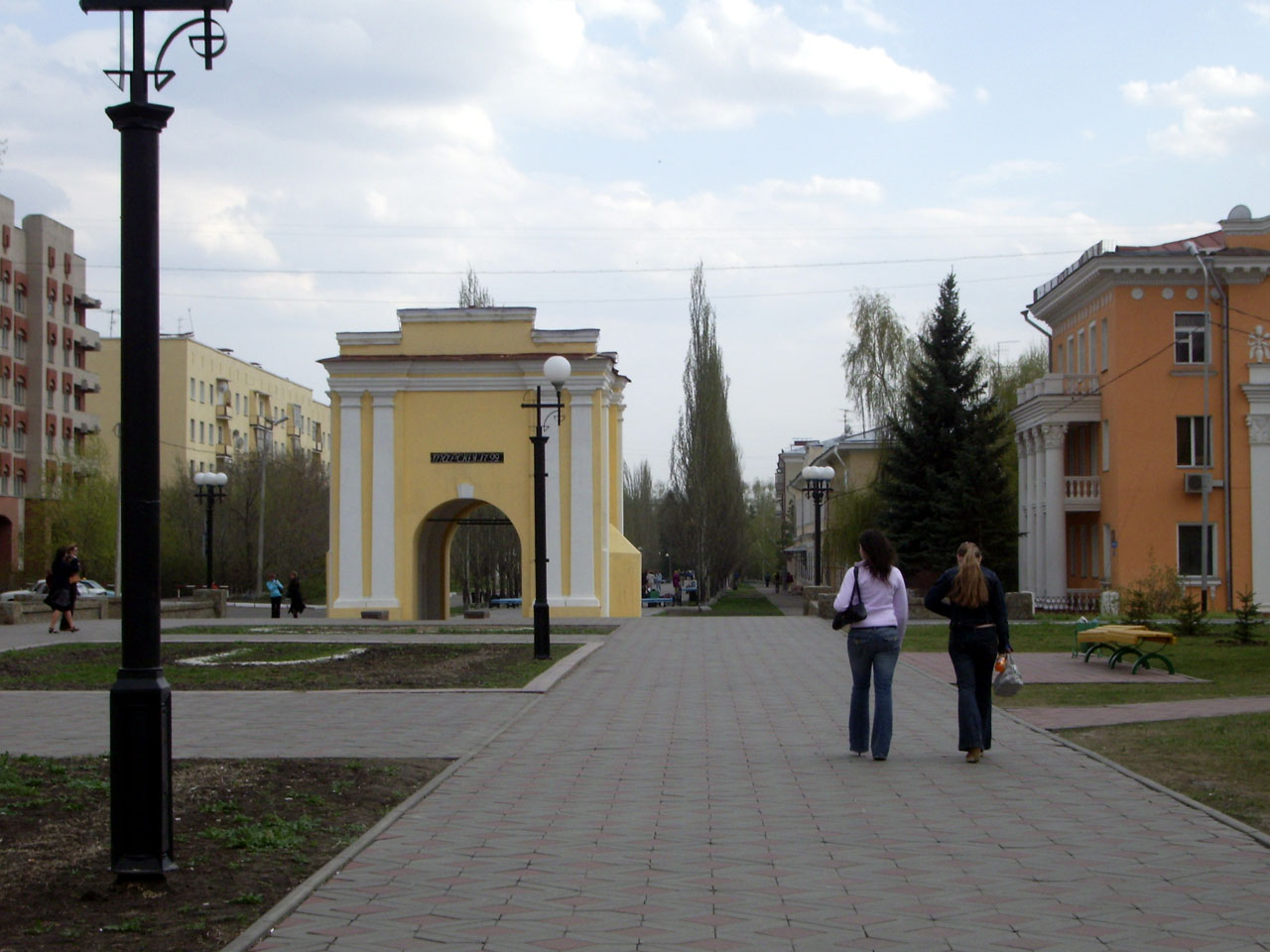
Calle Tarskaya y la Puerta Traskiye.

En los últimos años se ha experimentado un aumento constante de fertilidad en Omsk y en el período 2006-2007 hubo una tendencia menor de tasa de mortalidad (número de defunciones en el 2005 - 16.725 personas, en 2009 - 14.900 personas). En 2009 nacieron 13.100 en Omsk, 2.193 más que en 2005. Por el número de nacimientos por cada 1000, Omsk se encuentra en el quinto lugar entre las diez ciudades de más de un millón de habitantes en Rusia después de Cheliábinsk, Kazán, Ekaterimburgo y Novosibirsk.
El 20% de la población de la ciudad se encuentra en edad de trabajar. La edad media de Omsk es de 38,5 años, en la que las mujeres tienen una media de 41 años y los hombres 36 años. Las mujeres viven un promedio de 75,6 años, mientras que el sexo masculino 63 años. Las mujeres constituyen el 55% de la población de Omsk, y los hombres 45%. En 2009, las autoridades de Registro Civil registraron 11.196 matrimonios (9,9 matrimonios por cada 1000 en Omsk; promedio nacional de 8,3) y 6.384 divorcios (5,7 divorcios por cada 1000; en Rusia, 5.0). El número de matrimonios es 1,75 veces el número de divorcios.
La mortalidad de los hombres en edad de trabajar es del 80%, casi cuatro veces más muertes de las mujeres en este grupo de edad. La mortalidad infantil en Omsk es una de las más bajas en Rusia (4,7 por cada mil habitantes y 8,5 en todo el país), y continúan disminuyendo.
Omsk la habitan un total de 102 grupos étnicos. La composición nacional de la población es de: 86,0% rusos, el 3,8% ucranianos, un 2,2% kazajos, el 1,8% tártaros y el 3,8% alemanes. Otras nacionalidades representan un 2,4% en el total de la población total de la ciudad.
Hay registradas 58 organizaciones étnico-culturales. Algunas de ellas tienen sus propias publicaciones —como periódico Tatarskiĭ mir ("El Mundo tártaro") o Ajdut— utilizados para promover las actividades de las organizaciones para la recuperación y preservación de las tradiciones nacionales.

## Educación

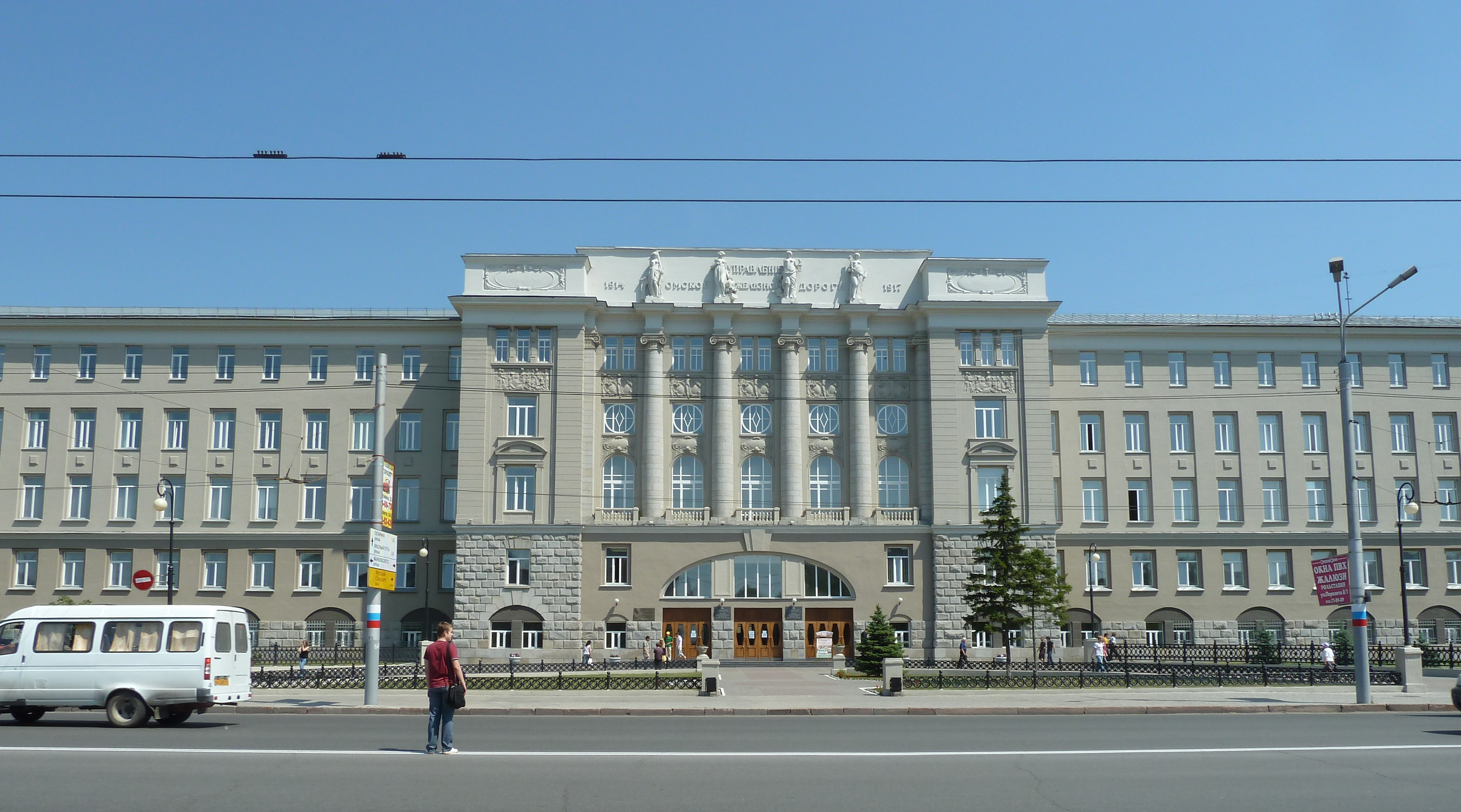
Universidad Estatal de Transporte de Omsk.

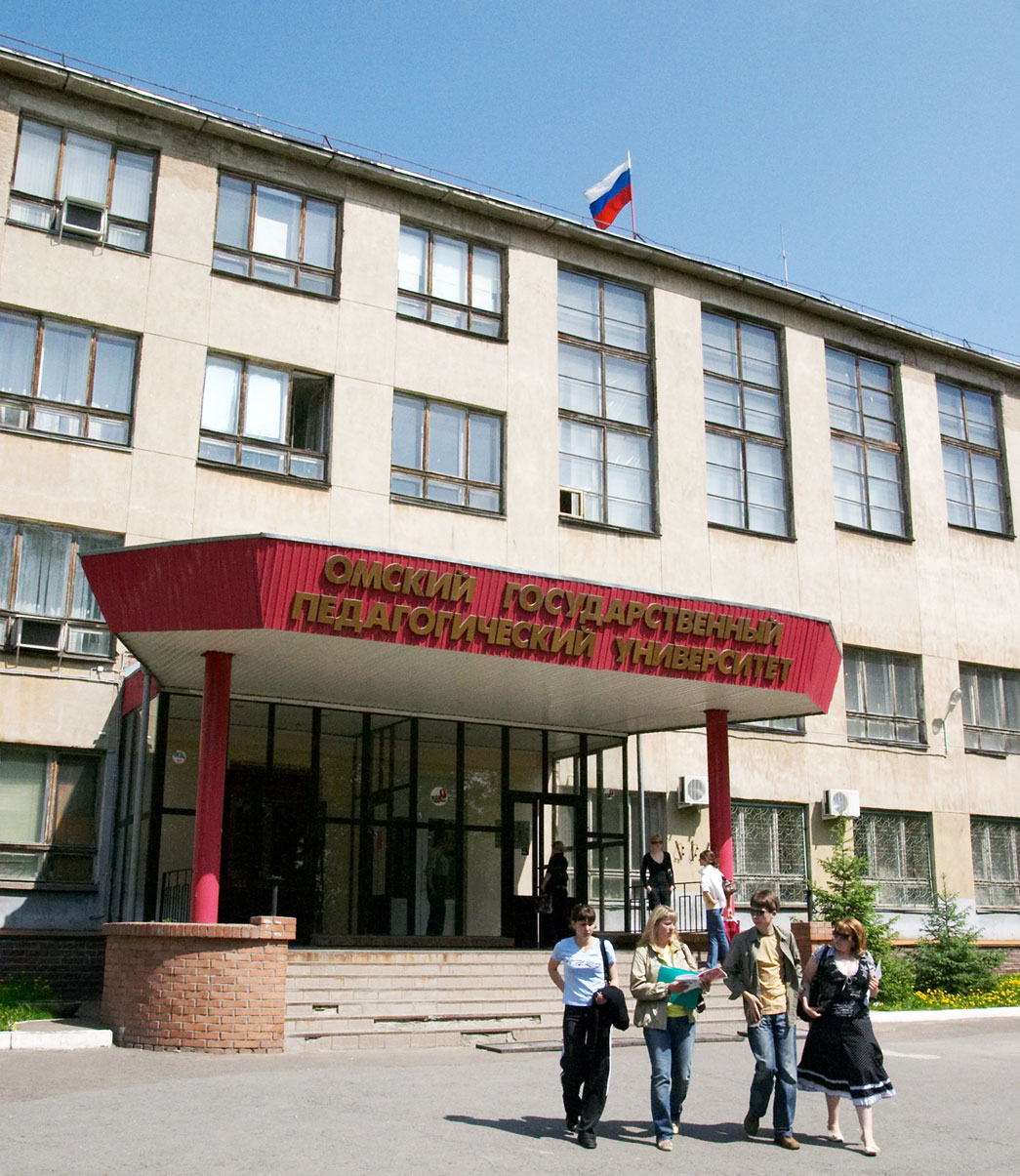
Universidad Estatal Pedegógica de Omsk.

Actualmente en Omsk hay 28 establecimientos dedicados a la educación superior entre los que se encuentran universidades, academias e institutos (una de las formas más difundidas de establecimientos de educación superior de la época soviética, a la mayoría de las cuales dieron el nombre de universidades y academias en los 1990).
El primer establecimiento de educación superior fue inaugurado en 1918 en la base del Colegio Imperial Agrario y fue llamado el Instituto Agrario de Siberia, actualmente la Universidad Estatal Agraria de Omsk.
En 1920 fue abierta la filial de Medicina a partir del Instituto de Veterinaria y Zootecnia de Siberia que un año después fue reorganizada como el Instituto de Medicina de Siberia Occidental, actualmente la Academia Estatal de Medicina de Omsk.
En 1930 fue inaugurado otro establecimiento de educación superior técnica, el Instituto de Autotransporte y Carreteras de Siberia, actualmente la Academia Estatal Autotransporte y Carreteras de Siberia. En 1961 fue trasladado a Omsk el Instituto Siberiano de Ingeniería de Transporte, actualmente la Universidad Estatal de Líneas de Comunicación de Omsk.
En 1932 abrió sus puertas el Instituto Pedagógico de Omsk, actualmente la Universidad Estatal Pedagógica de Omsk.
Durante los años de la Gran Guerra Patria a Omsk fueron evacuadas fábricas de industria de guerra, por eso en 1942 en Omsk se abrió el Instituto de Construcción de Maquinaria de Omsk, actualmente la Universidad Estatal Técnica de Omsk.
La Universidad Estatal de Omsk fue inaugurada en 1974. Actualmente este establecimiento se llama la Universidad Estatal de Osmk F.M. Dostoyevski y cuenta con 13 facultades y un campus universitario de 10 edificios esparcidos por la ciudad.
La lista de los establecimientos de educación superior de Omsk:
- ANO - Instituto de Economía y Energía
- AKSI - Instituto Aksenov de Derecho y Economía, departamento de Siberia Occidental
- Instituto de Derecho y Economía
- Academia de Derecho de Omsk
- Academia de MVD Rossija de Omsk
- Escuela Técnica de Aviación de Omsk
- Academia Médica de Omsk
- Universidad Estatal de Transporte de Omsk (1961)
- Universidad Estatal Agraria de Omsk (1918)
- Universidad Estatal Pedegógica de Omsk
- Universidad Estatal de Omsk (1974)
- Instituto Tecnológico de Consumo y Servicio de Omsk
- Universidad Estatal Técnica de Omsk (1942)
- SibADI - Academia Estatal Siberiana del Automóvil y Autopistas
- SibGUFK - Academia Siberiana de Cultura Física
- Instituto Siberiano de Negocios e Información Tecnológica
- Universidad Sovremennyi Gomunitarnyi
- SIBNFOR - Instituto de Mercado de Valores de Siberia
- Centro de Desarrollo de la Superdotación de Omsk

## Transporte

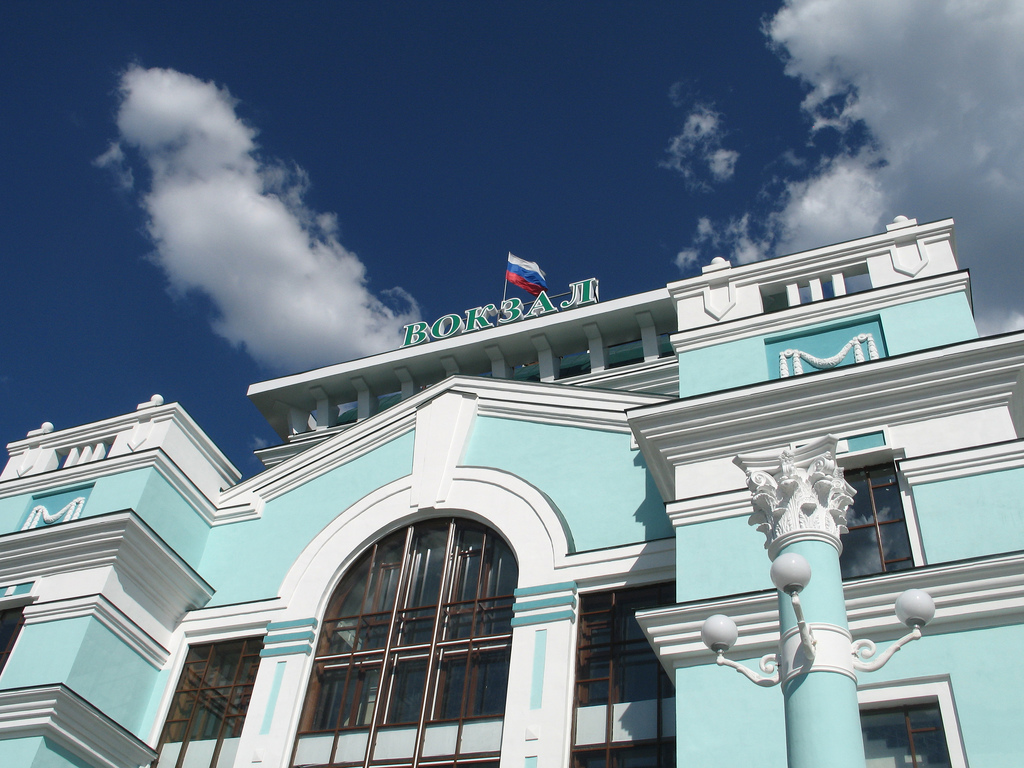
Estación de ferrocarril de Omsk.

Omsk es un importante centro regional de transporte aéreo, por carretera y ferroviario. La ciudad cuenta con la estación de tren de Omsk, que es una parada del ferrocarril Transiberiano, y el Aeropuerto Tsentralny. Además, Omsk posee un puerto fluvial sobre el Irtysh, ofreciendo servicio a destinos nacionales y las principales ciudades de Kazajistán.
El transporte municipal consiste en servicios de autobús y tranvía, aunque la red de tranvías se ha deteriorado severamente desde el colapso de la URSS. Las marshrutkas (taxis compartidos) complementan las redes municipales de tránsito.
Se proyectó un sistema de Metro a finales de la década de 1980, que fue progresivamente pospuesto por falta de fondos, y aún se halla en gran medida en las primeras fases de su construcción. Se ha erigido un puente sobre el río Irtish, que ya está abierto al tráfico rodado en su nivel superior, pero cuyo nivel inferior donde debe ir el Metro aún no se ha concluido. Se ha pensado en una primera línea que uniría los distritos del noroeste con el centro urbano; no obstante, solo una estación se encuentra abierta, aunque solo como paso 
de peatones subterráneo.

## Deportes
La proliferación de la cultura física y del deporte es uno de los objetivos estratégicos de la política municipal. Anualmente la Administración de la ciudad de Omsk organiza y realiza cerca de 800 actividades de salud y eventos deportivos desde el nivel de competiciones de barrio hasta las competiciones al nivel de toda la ciudad.
Omsk cuenta con equipos profesionales que participan en competiciones nacionales. El Avangard Omsk, fundado en 1950, es el equipo profesional más importante de la ciudad, ya que juega en la Liga Continental de Hockey, una de las competiciones más importantes del hockey sobre hielo del mundo. El Irtysh Omsk, fundado en 1946, es el principal equipo de fútbol de la ciudad y juega en la segunda división de Rusia.
Los eventos deportivos más grandes y tradicionales son la Spartaquíada de la «ciudad deportiva» y las competiciones de fútbol sala «La Liga de Fútbol de barrio» en los programas de verano e invierno, la fiesta cultural-deportiva «Patinaje Navideño», las fiestas deportivas “Velo Omsk” y “El futuro de Velo Omsk“, “El Día de streetball”. Anualmente en Omsk realizan eventos en fechas significativas: el Día de la Victoria, el Día del Defensor de la Patria, el Día de la Juventud. El Día de la Espartaquíada "Vigor y Salud" se ha convertido en una celebración tradicional anual dedicada al Día de las Personas de Edad, y, además, los juegos entre las personas con descapacidades “Fuerza de ánimo”.
Omsk es una de las ciudades más deportivas del país. Los habitantes de la ciudad participan activamente en competiciones nacionales e internacionales: «La Pista de Esquí de Rusia», «La Carrera de Naciones», «El Maratón Siberiano Internacional».
El deporte se ha convertido en una parte integrante de la vida deportiva de Omsk. La población participa en patinaje de masas, pasa por rutas turísticas, practica la natación, juegos deportivos, esgrima, tenis de mesa, gimnasia, fitness y varios tipos de aeróbic.
Anualmente el Gobierno aumenta el ritmo de edificación de construcciones deportivas y reconstruye objetos activos deportivos. Los últimos cinco años se han edificado decenas de construcciones deportivas en Omsk.
Para el desarrollo de la infraestructura deportiva de la ciudad, según el plan relacionado con la preparación y la celebración del aniversario de Omsk, se planea la construcción de unos patinaderos cubiertos con hielo artificial en el territorio de los distritos administrativos.
Debido a las instalaciones deportivas multifuncionales construidas en los años 2008-2009 — los palacios de hielo de deporte Viacheslav Fetísov y Alejander Kozhevnikov — fueron organizados estudios de patinaje artístico, hockey, shorts-pistas, patinaje, hockey con pelota. Los complejos deportivos también ofrecen salones de baile que permiten hacer el proceso de formación de baile deportivo, deportes aeróbicos, fitness, pesas.
La Administración de la ciudad de Omsk efectúa la construcción de modernos complejos de deporte y recreo. En el territorio de la escuela n.º 68 en diciembre del año 2008 se puso en marcha el primer centro de deporte y salud. En el año 2010 acabó la construcción del complejo semejante en el territorio de la escuela n.º 67. En el año 2011 a base del centro de salud y deporte inauguraron escuela de deportes que fue dedicada en honor del héroe de Rusia, Oleg Ohrimenko. En la escuela deportiva dan clases de fútbol sala, voleibol, baloncesto, varios tipos de lucha, boxeo y aeróbic. La apertura de la escuela ha permitido a los habitantes de los barrios vecinos practicar deporte en un ambiente cómodo que ha aumentado a su vez la cantidad de los que lo practican. Más de 900 niños han recibido la posibilidad de entrenarse en una nueva escuela deportiva.
Omsk es una de las ciudades importantes dentro del circuito de gimnasia rítmica para la Federación Rusa, ya que cuenta con notables gimnastas que avanzan hacia los equipos nacionales concentrados en Moscú, entre las cuales destacan Galina Shugurova, campeona mundial y medallista en diferentes eventos a fines de la década de los 60s y 70's; Irina Chaschina, medallista en campeonatos mundiales y europeos, obtuvo la medalla de Plata en el Concurso General Individual de los Juegos Olímpicos de Atenas 2004, y Eugenia Kanaeva, primera y única: dos veces campeona olímpica en el concurso general individual, títulos obtenidos en las justas veraniegas de Pekín 2008 y Londres 2012, cabe mencionar que es también la única rusa tres veces campeona mundial en el concurso general y máxima medallista de oro en mundiales: 17 medallas de oro y una de plata.

## Cultura

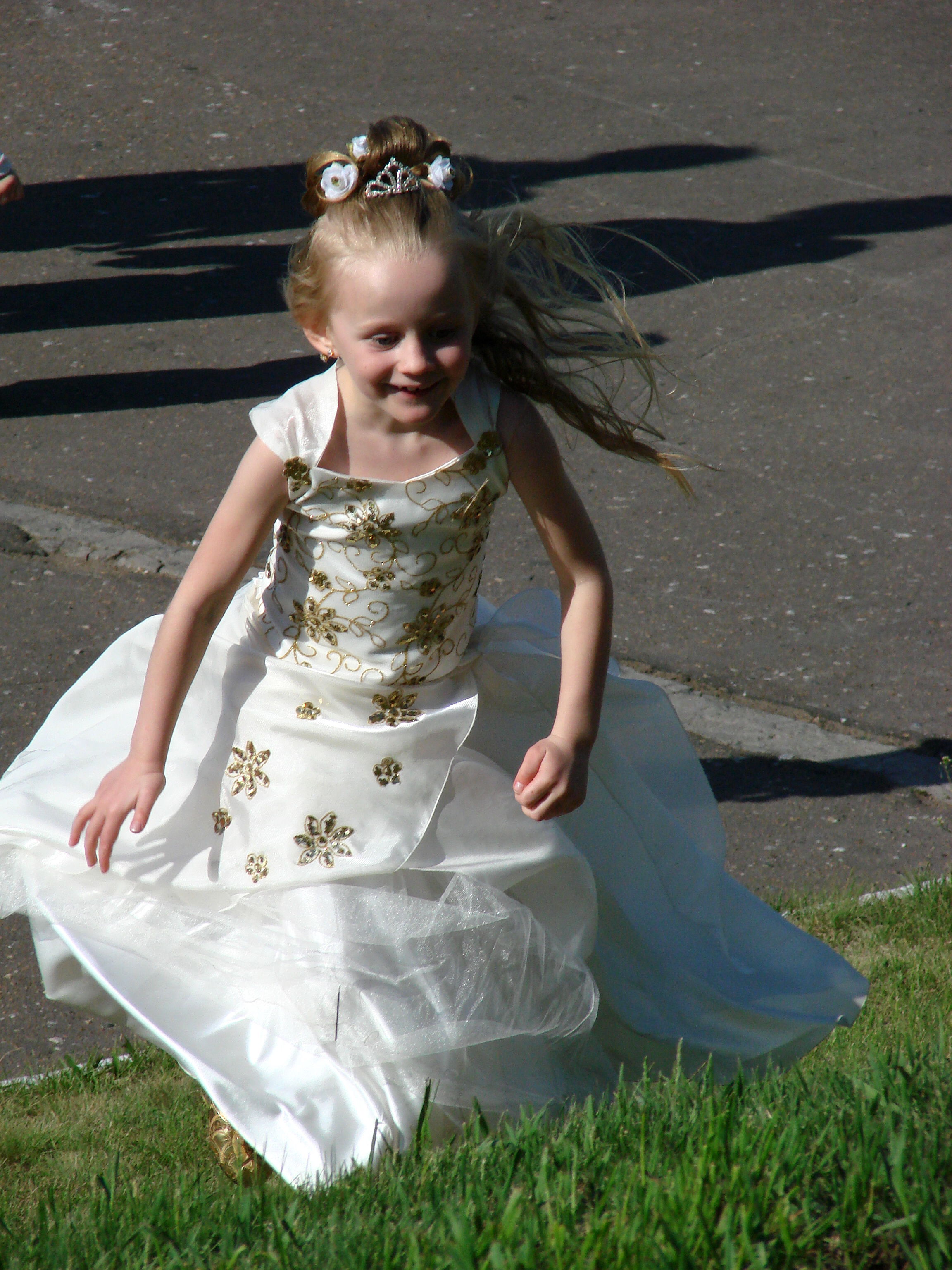
Juegos infantiles a orillas del río

### El Museo de Bellas Artes de Omsk Vrubel
El Museo de Bellas Artes de Omsk Vrubel tiene la colección de arte más grande de Siberia, que incluye la colección de arte extranjero y ruso desde la antigüedad hasta nuestros días. Vastos fondos del Museo almacenan las pinturas de destacados maestros del pincel, la escultura, gráficos originales, grabados raros, muebles palaciegos, porcelana, vidrio y otros objetos únicos de arte.
El Museo está ubicado en dos edificios en el centro de Omsk. Uno de ellos es el antiguo palacio del General Gobernador, construido por Wagner. En 1923 el edificio fue entregado al Museo de Siberia Occidental. En la segunda planta, en la gran sala, había cerca de 90 piezas de destacados artistas rusos. La élite intelectual de la ciudad habían soñado mucho tiempo con ello, y en 1916 se reunieron formando la "Sociedad de Artistas y Amantes de las Bellas Artes de las tierras de la Estepa". Las obras recogidas por ellos formaron los fondos del Museo, abierto en el colegio artístico-industrial Vrubel, que fue inaugurado en 1920.
En 1927 en sus fondos había 2.555 objetos. En 1932 la Galería Tretyakov donó algunas pinturas y dibujos al Museo. Entre ellos, "París a la pelota" (Exter), "Zhatva" (Goncharov), "El bailarín de circo" (Larionov). Posteriormente, desde la Tesorería de Moscú recibieron el "Monje principal" (Surikov), paisajes de los representantes de la "Unión de Artistas Rusos", retratados por Makarov.
La Colección de Arte de Europa Occidental incluye lienzos de Italia, España, Holanda, Flandes, Francia, Alemania, Austria, Inglaterra de los siglos XVI - XIX (lienzos Jan van Goyen, Isaak van Ostade, Andreas Schelfhout, Ya.Veniksa, Melchior de Hondecoeter, Barend Cornelis Koekkoek, Jean-Baptiste Greuze, Henri Fantin-Latou y otros). La Colección de Iconos de los siglos XVII - XX incluye iconos de la parte europea de Rusia, los Urales y Siberia (el icono "Nuestra Señora de Vladimir", ejecutado en los talleres de la Armería de Kremlin, el icono popular "Krasnushki" hecho por pintores de Tobolsk, el icono "Nuestra Señora Abalatskaya", la patrona de Siberia, etc.)
En 1940 el Departamento de Arte del Museo Regional de Siberia Occidental se independizó y se le conoció como el Museo Estatal de Bellas Artes de Omsk.

### Complejo deportivo Arena-Omsk
Arena-Omsk es el complejo multifuncional deportivo más grande detrás de los Urales.
El primer pilón fue clavado el 16 de marzo de 2004, la construcción fue ejecutada por la empresa austríaca "AMR". El coste del proyecto fue de 150 millones de dólares.
La apertura del nuevo centro de hielo fue el 31 de agosto de 2007 con el tercer partido de Super Series entre los equipos juveniles de Canadá y Rusia.
"Arena- Omsk" es el centro local para el club de hockey Avangard. El Avangard está considerado el segundo club de Rusia por el número de visitantes: en los partidos en casa el equipo reúne a más de 9100 espectadores, con una capacidad total de la "Arena Omsk" de 10318.
Arena tiene cuatro pisos. El primer piso es técnico: hay los vestuarios de los equipos (2 para el equipo dueño y 4 para los invitados); también hay una pista de hielo y 3 salas para juegos (baloncesto, voleibol y balonmano), una de entrenamiento y una sala de gimnasia. En el segundo piso están los servicios de los medios de comunicación: el telestudio de "Arena- Omsk", el Servicio de la Dirección de la cabina de los medios que está instalado sobre la pista de hielo, también el centro de prensa y la cabina del comentarista. En el tercer piso están 15 VIP-cajas, en el cuarto esta el restaurante con capacidad para 500 personas. Arena Omsk es el complejo deportivo más cómodo y moderno de Rusia.
En el terreno alrededor del complejo deportivo hay 442 lámparas modernas de soportes de cinco y ocho metros, que fueron hechas en Italia, Inglaterra, Alemania, el revestimiento consta de 36.000 metros cuadrados de baldosas.
El "Arena-Omsk" está situada en el distrito administrativo Kirovsky en la calle Lukashevich, 35.
La atracción principal del palacio del complejo deportivo Arena-Omsk es la vidriera de cristal.

### El Museo Estatal Histórico-Territorial de Omsk
El Museo Estatal Histórico- Territorial de Omsk fue fundado en 1878. Una de las personas más importantes que influyó en la creación del museo fue el general Gobernador de la Siberia Occidental, Nikolay Gennádievich Kaznakov. Inicialmente el Museo sólo poseía los fondos natural,geográfico y etnográfico. Las colecciones del Museo mayoritariamente se iban formando de los objetos recogidos por los miembros del Departamento de la Sociedad Imperial Geográfica Rusa de Siberia Occidental durante las expediciones por Siberia y Asia Central y también de los ingresos voluntarios de los ciudadanos.
Junto a las líneas tradicionales de la investigación, el Museo estudiaba activamente la Historia Socioeconómica, Política y Sociocultural de la región de Siberia.
Actualmente el Museo Estatal Histórico- territorial de Omsk es uno de los Museos más antiguos y más grandes de Siberia. Sus colecciones cuentan con cerca de 200 mil objetos.
El Museo presta mucha atención a las actividades culturales y educativas que se basan en las exposiciones permanentes y temporales, así como las colecciones de los fondos del Museo que se utilizan para las conferencias, debates y otras formas de trabajo.
La primera sala de la exposición del Museo presenta la Historia Antigua de la región de la media corriente del río Irtish. Aquí imparten excursiones para los visitantes de todas las edades: por ejemplo, para los niños pequeños proponen una conversación con los elementos de juego y el uso de los objetos verdaderos del fondo interactivo del Museo, así los niños aprenden la tecnología de la fabricación de la vajilla de barro, esculpen en la cera de modelar.

### La Fortaleza de Omsk
La Fortaleza de Omsk es el refuerzo de la guardia de la línea Siberiana, ahora la ciudad de Omsk. Existía así llamada la primera fortaleza de Omsk, construida en la primera mitad del siglo XVIII, pero su ubicación fue ilógica según la ciencia militar, por eso se decidió construir una segunda fortaleza. Su construcción comenzó el 2 de mayo de 1768. Era construida en el cabo formado por las orillas derechas de los ríos Irtysh y Omka. La fortaleza misma tenía cuatro bastiones y estaba rodeada de fosos. La fortaleza tenía cuatro puertas:las puertas de Omsk y las de Tara – en la parte norte y las puertas de Tobolsk e Irtysh en la parte del río Irtysh.
En la actualidad se han conservado en su estado inicial solamente las puertas de Tobolsk. En 1991 fueron reconstruidas las puertas de Tara. En 2010 comenzó la reconstrucción de las puertas de Irtysh y las de Omsk.
Dentro de la fortaleza se situaban la casa del general, la casa de los oficiales, los cuarteles y los almacenes. La primera construcción de la fortaleza fue la Catedral de la Resurrección. Más tarde fue construida la Escuela de la Guarnición militar. Hasta el día de hoy se han conservado el edificio de la celda de arresto (ahora la Comisaría Militar Regional), la Casa del Comandante (el Museo literario F.M.Dostoevsky), la Iglesia luterana (el Museo de la Dirección de los Asuntos Internos).
En 1864, la fortaleza de Omsk fue suprimida porque surgió un nuevo plan en la ciudad.

### El Teatro de Drama de Omsk
El Teatro de Drama de Omsk es el teatro más antiguo de la ciudad. Es uno de los lugares de interés principal en Omsk, situado en el centro de la ciudad. El teatro fue fundado en 1874. El primer edificio del teatro fue construido por el comerciante Bykov. Este edificio era de madera. En 1877 el edificio del teatro se quemó en un incendio. En 1882 se construyó un nuevo edificio de piedra con dos niveles. El autor del proyecto fue el arquitecto Illiodor Hvorinov.
En el siglo XX, el Teatro de Drama se convirtió en uno de los teatros más interesantes del país gracias a Migdat Nurtdinovich Hanzharov, quien en 1962 fue nombrado su director de teatro. Desde 1983 el teatro tiene el título del teatro "académico".
El Teatro de Drama de Omsk ha sido galardonado dos veces con el Premio Estatal de la Federación Rusa llamado K. S. Stanislavsky. El Teatro de Drama ha sido seis veces ganador del Premio Nacional de Teatro "La Máscara de Oro". En 2009 George Tshvirava llegó a ser director en jefe del teatro. En 2011 el teatro recibió el premio del Gobierno de la Federación de Rusia Fyodor Volkov por su contribución al desarrollo del arte teatral.
El Teatro participa regularmente en festivales internacionales y rusos, recorriendo el país y el extranjero. La compañía teatral de hoy es rica en talento y da la impresión de un mecanismo bien organizado, bien elaborado y complejo. Durante décadas, ella es reconocida como una de las más interesantes y vibrantes en Rusia. Los actores del teatro han sido ganadores de premios de cine de festivales rusos y extranjeros.
De 2001 a 2004, se llevó a cabo la restauración del teatro durante la que se hicieron una tremenda cantidad de trabajos.
En el teatro se llevaron a cabo proyectos tales como "El drama moderno japonés en Omsk" (2002), el 3.ºFestival Regional "Tránsito de Siberia" (2003); fue celebrado en repetidas ocasiones el Festival "Las mejores producciones rusas - los participantes de "La Máscara de Oro" (2004, 2006, 2007, 2009, 2011), una gira de intercambio con la Academia Estatal del Teatro Vakhtangov (2005, 2007).
En los últimos años el Teatro de Drama de Omsk se ha hecho famoso no sólo en Rusia, sino también en muchos países. Desde mediados de los 80 el teatro invita activamente a directores extranjeros. Ha realizado giras en Japón y en ciudades tales como Ginebra, Varsovia, Poznan.

### Quinto Teatro
El Teatro de Drama de Omsk- "Quinto Teatro"- es uno de los colectivos de jóvenes y creativos de Omsk. "El Quinto teatro" entró en la vida teatral de la región enérgica y rápidamente. En 1990 una persona con talento y enérgica, Sergei Rudzinskii, creó "El Quinto Teatro" y fue su primer director artístico.
Desde los primeros pasos "El Quinto Teatro" se orientó hacia la creación de un repertorio original que lo distingue de otros teatros de Omsk.
Durante numerosas visitas y la participación en proyectos internacionales"El Quinto Teatro" ha conocido amigos y colegas de Francia, Polonia, Alemania, Finlandia, Bulgaria y otros países.
Las más brillantes, emocionantes e imaginativas piezas del teatro son: la Tragedia de Gumilev "Otravlennaya tunika", "Starosvetskaya istoria", "Ot krasnoy krisi do zelenoy zvezdy" de A.Slapovskiy, "Tverskoy bulvar" de Iván Bunin, "Geograf globus propil" de Ivanov.
La base de creatividad de "El Quinto teatro" es la transparencia y el diálogo. Los espectáculos nacen en el ambiente de cocreación de diferentes directores. El grupo del teatro está listo para adquirir nuevas experiencias constantemente. Es un colectivo muy unido, dispuesto a trabajar con diferentes directores de varios géneros.

### El Teatro Musical de Omsk
La apertura del Teatro Regional de la Comedia Musical tuvo lugar el 24 de mayo de 1947. En 35 años de su historia, además de obras extranjeras el teatro ha puesto en escena prácticamente todas las operetas y comedias musicales de compositores nacionales. Además el teatro ha recibido varias veces el honorable derecho de estrenar algunas obras. La colectividad del teatro ha recibido muchas veces premios y títulos honoríficos por sus interpretaciones en distintos festivales nacionales e internacionales de toda la Unión Soviética y de Rusia.
En 1981, como resultado de una gran reorganización, el Teatro de la Comedia Musical recibió el estatus más alto del teatro musical y fue trasladado a un nuevo y moderno edificio.
En la actualidad el Teatro Estatal Musical de Omsk es uno de los mayores colectivos de la región siberiana que realiza actividades en la esfera artística, social y de beneficencia.
En el repertorio del teatro hay más de 60 espectáculos de diversos géneros musicales, desde la ópera clásica hasta el musical y el ballet rock. El teatro participa activamente en festivales del país y también organiza algunos festivales. Es extensa su actividad de giras por Rusia y el extranjero.

### El monasterio Achairsky

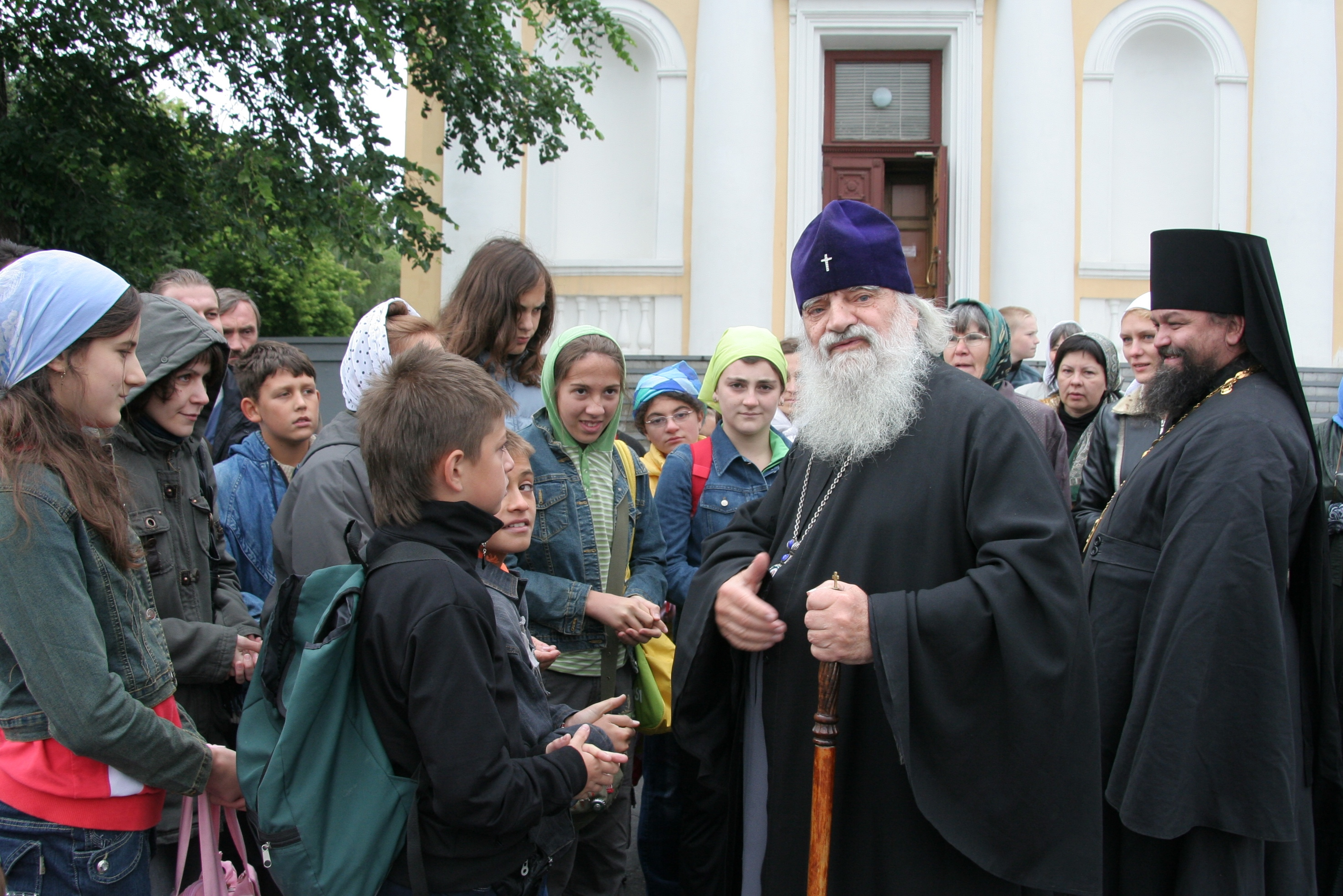
Metropolitano de Omsk y Tara Teodosio

Los monasterios en Rusia siempre han sido los centros de la cultura, ciencia y espiritualidad del país. El comienzo de la historia del monasterio femenino de la Cruz de Achair se remonta hasta el año 1905, cuando Ioann Kronshtadtsky consagró el lugar de la construcción del nuevo templo cerca del pueblo cosaco Achair. En la construcción del monasterio tomaron parte los cosacos locales, ingresaron los medios del fondo del emperador Alejandro III, del fondo de la construcción del Transiberiano.
A finales de los años 20 los monasterios y la mayor parte de los templos fueron cerrados o destruidos. En los años 30 en el territorio del monasterio estuvo situada la colonia n.º 8, uno de los campamentos más terribles de la Unión Soviética. Existió 16 años y fue disuelta después de la muerte de Stalin. Muchos documentos fueron destruidos rápidamente y los edificios fueron derruidos.
En 1991 el arzobispo de Omsk y Tara, Feodosy informó de la intención de erigir el conjunto del monasterio femenino Achairsky de la Cruz en memoria de los acontecimientos y víctimas de aquel tiempo. La fundación del monasterio pasó con la bendición del Patriarca Santísimo de Moscú y de toda Rusia, Alexei II. Vitaly Dmítrievich Mescheryakov, el director del sovjós de cría de animales "Rechnoy" que está situado cerca del pueblo Achair, entregó 38 hectáreas de tierra para la construcción del monasterio en memoria de su padre, que fue un preso de aquella colonia terrible.
El monasterio se construyó, cambiando su aspecto todos los días. Ante la mirada de cada uno que pasa por la carretera Cherlaksky se abre una imagen magnífica: las cúpulas de oro de la catedral Uspensky que atraen con su fuerza enorme a los visitantes.
El día de hoy alrededor del monasterio Achairsky está construido el seto con 4 puertas: las puertas del Irtysh, las del Norte (la entrada al monasterio), las Orientales y las Occidentales. En el territorio se encuentran 7 templos, 5 capillas, y, además, las celdas para las monjas, el refectorio, y el hotel conventual para peregrinos.
Ya después de la fundación del monasterio Achairsky en su territorio fue abierta la fuente del agua mineral. La fama sobre las propiedades milagrosas
del agua de la fuente santa del monasterio Achairsky que puede curar varias enfermedades se difundió rápidamente fuera de la región de Omsk. El análisis mostró el contenido en el agua del ácido carbónico, azufre, cloro, calcio, sodio, magnesio, potasio y otras sustancias útiles para el organismo. Hoy miles de personas llegan hasta aquí, buscando su curación. Pero el milagro más importante es la temperatura del agua: es de 36,6 grados, que equivale a la temperatura del cuerpo humano, y no baja aún durante los fríos atroces de Siberia.

### Parque del 30.º Aniversario de la Victoria
Uno de los parques de la ciudad lleva el nombre del 30.º Aniversario de la Victoria. En 1975 en el parque fue inaugurado el Monumento de la Victoria. Un paso subterráneo, una amplia escalera y acera llevan al visitante a la plaza de Reuniones, desde la que se abre una vista al punto central del parque: la escultura del Soldado victorioso de 14 metros.
El enlace del complejo es el Camino de la Guerra, un monumento simbólico de 230 metros de largo, forrado con piedras; se inicia con una escultura de 9 metros de La Madre Siberiana con sus hijos :la siberiana, con la cabeza inclinada, mira con tristeza al “infinitamente largo "Camino de la guerra" que,  según parece, absorbió en si los 1.418 días del trabajo agotador y pesado, noches sin dormir llenas de lágrimas, ansiedad y expectativas. El aspecto de la mujer refleja gran dedicación y decisión femenina de soportar todas las dificultades, de hacer todo lo posible para ganar. Es simbólica la figura del niño: este adolescente es un representante de la generación de los terribles años de la guerra, que junto con los adultos iba forjando la victoria, y restauró, después, el país devastado por la guerra. Los árboles de abedul detrás de las esculturas simbolizan el pueblo natal, el Priirtyshie de Omsk.
A lo largo del sendero adoquinado están colocados 18 monolitos de granito de una altura de 1,5 a 3,5 m. En 5 piedras están marcadas las fechas del inicio y el final de la guerra, y en las otras 13 están tallados relieves temáticos, representando acontecimientos de la Gran Guerra Patria: de alistarse los voluntarios y de la toma del juramento militar al desfile de la victoria. A los pies de los monolitos están enterrados proyectiles de artillería con tierra traídas de los campos de batalla en las que participaron los soldados de Omsk. Detrás de los bloques de granito están plantados los abetos en estrechas filas.
Corona el complejo una escultura gigante del Soldado Victorioso con capa-tienda en los hombros, una espada lanzada por encima de su cabeza y una corona de hojas de laurel - un símbolo impresionante de la Gran Victoria.
En 1996, en el parque de la Victoria fue construida una capilla en honor a los soldados que fallecieron durante la guerra. La capilla fue consagrada con el nombre de los tres guerreros santos de Rusia: San Jorge, San Alejandro Nevsky, Dmitry Donskoy.
Los arquitectos Chirkin, Bardychev, Michurov y el escultor Trokhimchuk lograron crear una obra armoniosa, llena de luz y espíritu antiguo, fructíferamente reuniendo un parque natural y un monumento.
El 9 de mayo de 2005, en el 60.º aniversario de la Victoria, el parque acogió un nuevo monumento a los soldados de Omsk, víctimas de guerras de la frontera de los siglos XX y XXI.

### El Zoo Estatal de Bolsherechye
El Zoo Estatal de Bolsherechye es uno de los parques zoológicos rurales de Rusia; su superficie es de 9 hectáreas, y está situado en la región de Omsk, en el valle pintoresco del río Bolshaya, cerca de su confluencia con el Irtysh. Los zoológicos suelen encontrarse principalmente en las ciudades, pero en la región de Omsk es el único zoológico en el área rural, a 200 km del centro regional. A pesar de la distancia del centro regional, es visitado anualmente por más de 100.000 personas. El Zoo de Bolsherechye es uno de los 42 parques zoológicos de Rusia. Ahora, el Zoológico tiene 160 especies y cerca de 800 ejemplares de flora y fauna.
Aquí se puede ver el tigre de Amur, cebra, especies australianas (emúes y marsupiales), bisonte, caballos de Przewalski, ciervos. En el acuario-terrario hay un depredador - una piraña del Amazonas, tortugas de agua dulce y tortugas terrestres, lagartijas grises, tritones, serpientes. La mayoría de los monos atraen a los visitantes, provocando una sonrisa a los niños y adultos.
A pesar de las dificultades económicas, la colección del Zoo se actualiza constantemente con nuevas especies. Un circo regaló un tigre de Amur y un oso pardo. El Zoológico de Moscú compraron unos antepasados de los gansos domésticos : ganso-cisnes, ánsar campestre, pato mandarín; aves rapaces como un águila ratonera.
Gracias a los patrocinadores se adquirieron dos osos polares en el Zoológico de San Petersburgo - unos animales muy grandes, vigorosos, fuertes y hermosos del Ártico. Además, la colección se completa con las crías. Los bisontes, ciervos, caballos, ponis, osos se reproducen en las condiciones del Zoo. El equipo de especialistas y el personal del Zoológico están haciendo todo lo posible para crear las condiciones necesarias para el mantenimiento de sus mascotas aunque tienen diversos estilos de vida y características biológicas. La especialidad y una de razones para sentir orgullo es el único hipopótamo africano en Siberia que habita en el Zoo.
Los zoológicos no son sólo unos guardianes de la fauna salvaje, sino también un buen lugar para descansar. El contacto con la naturaleza viva da a una persona una gran cantidad de alegría y le da un conocimiento biológico y ecológico sobre la variedad del mundo animal.

### Museo Kondraty Belov
El museo fue fundado el 29 de marzo de 1991 por la hija del artista Vera Kondratyevna Belova. La mayoría de la colección corresponde a trabajos de distintos artistas de Rusia, entregados al museo por sus herederos. Hay paisajes, pinturas históricas, ilustraciones, etc. El museo es una casa de madera de curiosa arquitectura, construida en los comienzos del siglo XX.

### Museo Literario del Estado de Omsk
Está ubicado en un edificio histórico, la exposición del museo se encuentra en 9 habitaciones y consta de dos secciones: "FM Dostoievski y Siberia" y "Los escritores de Omsk".

## Relaciones internacionales
Las primeras representaciones consulares en la ciudad aparecieron en la segunda mitad del siglo XIX, en relación con la actividad comercial dinámica de los extranjeros en la región. Antes del comienzo de la Primera Guerra Mundial de 1914 en Omsk funcionaron los siguientes consulados extranjeros:
- El Consulado de los Estados Unidos – el cónsul Adolf Frantsiskovich Reynard (la Oficina se encontraba en la casa de Ivashkevich, entre la esquina de la calle Tarskaya y la calle Nadezhdinskaya);
- El Consulado del Reino Unido – el cónsul Albert Rihardovich Jordan, el vicecónsul Soren Hristianovich Randrup (la Oficina se encontraba en la plaza del Mercado en la Oficina de Randrup);
- El Consulado de Alemania – el cónsul Oscar Gergardovich Nolte (la oficina se encontraba en una casa propia en la esquina de la avenida Lubinsky y la calle Vaginskoy);
- El consulado de Dinamarca – el cónsul Willy Ottovich Vatsted (la oficina se encontraba en la casa de Bobrov, entre la esquina de la calle Volkov y la calle Stanovaya);
- El Consulado de Suecia – el cónsul Emil B. Stiglitz, el vicecónsul Ferdinand Ferdinandovich von Lange (la oficina se encontraba en la casa de Binin, en la calle Chasovaya).

En 1919, en los tiempos del Gobernador Supremo de Rusia, el almirante A.V. Kolchak también fue abierto el Consulado de Francia.
En la época soviética, la ciudad recibió el estatus de una "ciudad cerrada". Esto significaba que la visita a la ciudad de Omsk fue prohibida para los extranjeros y, en algunos casos, para los ciudadanos soviéticos.[cita requerida] Sin embargo, había excepciones a estas reglas: la visita de un comunista a Omsk y activista japonés de Komintern, Katayama Sen, la llegada del líder del partido socialista, Joseph Broz Tito a Omsk, el encuentro con la Delegación de Hungría y otros.
En diciembre de 1990, por decisión del Consejo de Ministros de la Unión Soviética, la ciudad de Omsk fue abierta para visitas de ciudadanos extranjeros.
En el año 2012 fue cerrado el Consulado Honorario de la República Federal de Alemania.

### Misiones diplomáticas y consulares
- Representante del Ministerio de Asuntos Exteriores de Rusia
- Servicio de Visas unido al Ministerio de Asuntos Exteriores de Rusia
- Consulado de la República de Kazajistán
- Servicio de Visas de Chequia
- Servicio de Visas de Dinamarca
- Filial del Servicio de Visas de España
- Servicio de Visas de Holanda
- Servicio de Visas de Suecia
- Servicio de Visas de Polonia
- Servicio de Visas de Austria
- Servicio de Visas de Bulgaria
- Servicio de Visas de Lituania
- Servicio de Visas de Finlandia
- Servicio de Visas de Croacia
- Servicio de Visas de Italia
- Servicio de Visas de Malta
- Servicio de Visas de Suiza

### Organizaciones Públicas Internacionales
- AIESEC (Association Internationale des Étudiants en Sciences Économiques et Commerciales) - es una asociación de comerciantes que se ocupa del desarrollo de la juventud, organización de prácticas internacionales, proyectos educativos, sociales y negocios.
- La Organización Internacional No Gubernamental de los Derechos Humanos.
- La ciudad de Omsk es un miembro de la Oficina Regional de Eurasia de la organización Mundial de «Ciudades Unidas y Administración municipal».

### Cooperación internacional
- El 27 de junio de 1995 en Omsk fue firmado un convenio sobre la creación de la empresa slovácko-rusa «Matador Omskshina».
- El 16 de septiembre de 2009 en la ciudad de Omsk nació la idea de la creación de la Asociación Internacional de Eurasia de Co-participación de Negocios, que fue aprobada por la votación total de los líderes de las delegaciones nacionales de 22 países del mundo en el Foro Internacional de Negocios de Empresarios jóvenes «Reuniendo esfuerzos determinamos el futuro».
- En 2012 en Omsk tuvo lugar IV Exposición internacional "El deporte. La juventud. La salud".
- En 2013 en Omsk tuvo lugar el III Foro Internacional de Emprendedores sociales.
- En Omsk puede celebrarse la Reunión del Consejo de Expertos del Ártico y la Antártida junto al Presidente del Consejo de la Federación de la Asamblea Federal en el marco del IV Foro Internacional «Ártico: el presente y futuro».